# Бертаццоли, Франческо
Франческо Бертаццоли (итал. Francesco Bertazzoli; 1 мая 1754, Луго, Папская область — 7 апреля 1830, Рим, Папская область) — итальянский куриальный кардинал. Титулярный архиепископ Эдессы Осроенской и Великий элемозинарий с 24 мая 1802 по 10 марта 1823. Префект Священной Конгрегации образования с 28 августа 1824 по 7 апреля 1830. Кардинал-священник с 10 марта 1823, с титулом церкви Санта-Мария-сопра-Минерва с 16 мая 1823 по 15 декабря 1828. Кардинал-епископ Палестрины с 15 декабря 1828 по 7 апреля 1830.